# توالی کوزاک

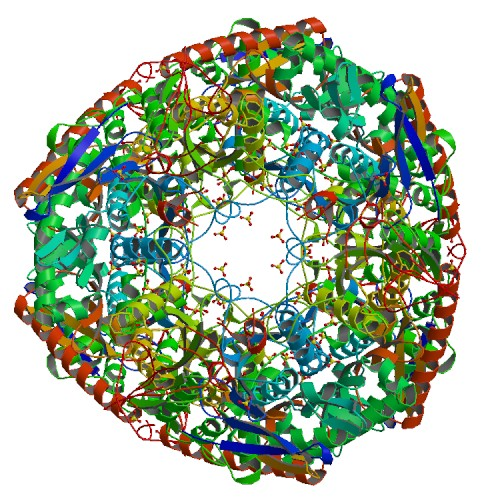
فرایند توالی کوزاک

این توالی در mRNAی یوکاریوتها قرار داشته و در بیان ژن این موجودات زنده دخالت دارد. توالی کوزاک محل اتصال ریبوزومها به mRNA بوده و معادل توالی شاین-دالگارنو در پروکاریوتها است.

در متن مقاله حاضر به اشتباه همانندسازی قید شده است. لطفا تصحیح نمایید.
توالی مشترک کوزاک , توالی است که در mRNA یوکاریوتها وجود دارد و توالی نوکلئوتیدی آن gcc)gccRccAUGG) می‌باشد. توالی کوزاک نقش مهمی را در شروع همانندسازی ترجمه دارد. اسم این توالی به افتخار کاشف آن Marilyn Kozak نام گذاری شده‌است. این توالی بر روی mRNA توسط ریبوزوم به عنوان سایت شروع ترجمه شناسایی می‌شود.
برخی از ژن‌ها برای بیان به توالی کوزاک نیاز ندارند اما وجود توالی کوزاک سبب افزایش بیان آن‌ها می‌شود. برخی نیز بدون وجود این توالی بیان خوبی دارند. بعضی از نوکلئوتیدها در این توالی از اهمیت بالاتری برخوردارند همچون AUG که کدون آمینو اسید متیونین در بخش N-terminal پروتئین می‌باشد.